# Ernesto Gutiérrez Arango
Ernesto Gutiérrez Arango (Manizales, 8 de julio de 1918-Manizales, 23 de marzo de 1997) fue un académico, político y empresario ganadero colombiano, que se desempeñó como Ministro de Salud Pública de ese país y tres veces alcalde de Manizales. 

## Biografía
Se educó en un colegio de la Congregación de los Hermanos Maristas, graduándose de esta institución en 1936. Además, completaría estudios de medicina en la Universidad Nacional y de hematología en la Universidad Estatal de Míchigan y de la Universidad Tufts.
Promovió la fundación, en 1968, del Festival Internacional de Teatro de Manizales, que tuvo en su primera versión a Pablo Neruda y Miguel Ángel Asturias como invitados honoríficos. 
En 1979, en compañía del padre Leopoldo Peláez, Hernán Jaramillo Jaramillo, Hernán Arango Uribe y demás personas, participó de la fundación de la Universidad Autónoma de Manizales (Originalmente llamada Corporación Universitaria Autónoma de Manizales), institución de la que se convirtió en su primer rector por 11 años. En el ámbito académico, además, fue rector del Universidad de Caldas y decano de la Facultad de Medicina de Manizales entre 1955 y 1963. Logró, en 1967, la nacionalización de la Universidad de Caldas,  garantizando su supervivencia, ya que la institución se encontraba en graves dificultades económicas.
En política, fue cónsul honorario de México en Colombia, alcalde de Manizales en tres ocasiones (1970-1972; 1972-1973; 1977-1977) y concejal de esta ciudad en varias ocasiones. Formó parte del partido Nuevo Liberalismo, fundado por Luis Carlos Galán. Así mismo, fue brevemente Ministro de Salud Pública en agosto de 1958 durante la presidencia de Alberto Lleras Camargo, en el marco del Frente Nacional; aunque era considerado lo suficientemente capacitado para el cargo, tuvo que renunciar después de 7 días ya que no se declaró ni Liberal ni Conservador.
El 17 de abril de 1984 fue secuestrado por delincuentes comunes, en la ciudad de Pereira. El rapto generó gran revuelo, presionando para que después de 52 horas en cautiverio, Gutiérrez fuera rescatado por la Policía, que lo encontró en un barrio de la misma ciudad.
En el ámbito empresarial, fue destacado en la industria taurina y ganadera, ya que sus toros lograron grandes victorias en los principales torneos taurinos de Manizales y Colombia. Estos los había criado a partir de la empresa "Dosgutiérrez" (fundada en 1944 junto con su hermano, y disuelta en 1969) y en la "Dehesa de divisa negro y oro" fundada en 1954 con encaste de Murube (Negro y rojo). También fue propietario y criador de diversas especies de aves ornamentales y linajes de caballos.

## Familia
Era hijo de Roberto Gutiérrez Vélez, uno de los pioneros de la industria cafetera en Caldas, y de Ernestina Arango Franco.
En 1944, contrajo matrimonio con Berta Botero Gómez, unión de la cual nacieron seis hijos, incluyendo al gobernador de Caldas y también alcalde de Manizales, Julián Gutiérrez Botero.